# Герб комуни Соллефтео
Герб комуни Соллефтео (швед. Sollefteå kommunvapen) — символ шведської адміністративно-територіальної одиниці місцевого самоврядування комуни Соллефтео. 

## Історія
Місто Соллефтео отримало 1921 року королівське затвердження на герб з тетеруком. Сюжет з птахом використовувався давніше на парафіяльних печатках. З 1 січня 1971 року місто увійшло до складу нової комуни Соллефтео. Герб цієї комуни зареєстровано 1976 року. 
Після адміністративно-територіальної реформи, проведеної в Швеції на початку 1970-х років, муніципальні герби стали використовуватися лишень комунами. Тому тепер цей герб представляє комуну Соллефтео, а не місто.

## Опис (блазон)
У срібному полі чорний тетерук.

## Зміст
Символ підкреслює природні особливості комуни.